# ملعب لوسيل
ملعب لوسيل المونديالي هو ملعب كرة قدم، أُنشئ عام 2021 في لوسيل في دولة قطر، وهو أكبر الملاعب في دولة قطر حيث يتسع لثمانين ألف متفرج، وأُنشئ  لإستضافة مباريات كأس العالم 2022 والمباراة النهائية. وعلى غرار الملاعب الأخرى لنهائيات كأس العالم 2022، عُممت تقنية حديثة لتبريد ملعب لوسيل باستخدام الطاقة الشمسية ولها بصمة صفر الكربون وذلك من الستائر الموجودة فوق الملعب.
استاد لوسيل هو أكبر ملعب في قطر، وهو أحد ثمانية ملاعب أقيمت عليها مباريات كأس العالم 2022.
يقع الملعب على مسافة 23 كم شمالَ الدوحة، وقد افتُتح في 9 سبتمبر 2022 بمباراة كأس سوبر لوسيل والتي دارت بين الزمالك المصري والهلال السعودي.
صمم الملعبَ الشركةُ البريطانية فوستر وشركائها، وهو مملوك للاتحاد القطري لكرة القدم.

## الإنشاء
بدأت عملية الشراء لتحويل المكان إلى ملعب في عام 2014، وقد بُني الملعب بوصفه مشروعًا مشتركًا بين شركة حمد بن خالد للمقاولات وشركة بناء السكة الحديد الصينية [الإنجليزية]، وقد تولت شركة حمد بن خالد تنفيذ مكونات الميكانيكية والكهربائية والسباكة.
تولى أمر تصميم الملعب شركتي فوستر آند بارتنرز البريطانية وشركة بابيولوس [الإنجليزية]. صار المعلب جاهزًا في عام 2021، وقد عُممت تقنية حديثة لتبريد ملعب لوسيل باستخدام الطاقة الشمسية ولها بصمة كربون صفرية.
بدأت أعمال البناء في 11 أبريل 2017، وقد كان من المخطط إنهاؤه في عام 2020 حيث كان من المقرر أن يستضيف ثلاث مباريات ودية حتى كأس العالم 2022، ولكن مع تأجيل تاريخ إنهاء الملعب تقرر أن يُقام على الملعب عشر مباريات من مباريات كأس العالم بما فيهن مباراة النهائي، وعدم لعب مباريات ودية عليه.
بعد أحداث كأس العالم 2022 من المُتوقع أن يُعاد تخطيط الملعب ليتسع لأربعين ألف مقعد، حيث ستُزال المقاعد الزائدة ويُعاد استخدام تلك المساحة ليصبح بها متاجر ومقاهٍ ومنشآت رياضية وتعليمية وعيادة صحية.
حصل استاد لوسيل على تقييم خمس نجوم من نظام تقييم الاستدامة العالمي [الإنجليزية] في 16 أغسطس 2022 مثله مثل باقي الملاعب التي أُنشئت من أجل كأس العالم 2022 لتصميمه ومعماره.
في سبتمبر 2021 انتقدت منظمة العفو الدولية دولة قطر لفشلها في التحقيق في وفاة العمال الوافدين، وفي سبتمبر 2022 نشرت منظمة العفو الدولية نتائج استطلاع شمل أكثر من سبعة عشر ألف مشجع من خمس عشرة دولة مختلفة ظهر فيه أن 73% منهم يدعمون تعويض الاتحاد الدولي لكرة القدم للعمالة الوافدة في قطر عن انتهاكات حقوق الإنسان، وبعد ذلك الاستطلاع أصدر الاتحاد الدولي لكرة القدم بيانًا يشير فيه إلى تحسن أحوال العمالة الوافدة.

## أهم الأحداث

### كأس سوبر لوسيل
في 9 سبتمبر 2022 استضاف الملعب بطولة كأس السوبر المصري السعودي، تقابل فريق الزمالك المصري مع الهلال السعودي، وكان كلاهما بطل دوري 2021-2022 في بلديهما، وقد تعادل الفريقان بنتيجة 1-1، وقد انتصر الهلال بركلات الترجيح 4-1.

### كأس العالم 2022
استضاف ملعب لوسيل عشر مباريات في كأس العالم بما فيها المباراة النهائية.
| التاريخ        | الوقت | المنتخب #1 | النتيجة     | المنتخب #2 | المرحلة          | الحضور |
| -------------- | ----- | ---------- | ----------- | ---------- | ---------------- | ------ |
| 22 نوفمبر 2022 | 13:00 | الأرجنتين  | 1–2         | السعودية   | المجموعة الثالثة | 88012. |
| 24 نوفمبر 2022 | 22:00 | البرازيل   | 2–0         | صربيا      | المجموعة السابعة | 88103. |
| 26 نوفمبر 2022 | 22:00 | الأرجنتين  | 2–0         | المكسيك    | المجموعة الثالثة | 88699. |
| 28 نوفمبر 2022 | 22:00 | البرتغال   | 2–0         | الأوروغواي | المجموعة الثامنة | 88668  |
| 30 نوفمبر 2022 | 22:00 | السعودية   | 1–2         | المكسيك    | المجموعة الثالثة | 84985  |
| 2 ديسمبر 2022  | 22:00 | الكاميرون  | 1–0         | البرازيل   | المجموعة السابعة | 85986  |
| 6 ديسمبر 2022  | 22:00 | البرتغال   | 6–1         | سويسرا     | دور الـ16        | 83268  |
| 9 ديسمبر 2022  | 22:00 | هولندا     | (3) 2-2 (4) | الأرجنتين  | ربع النهائي      | 88235  |
| 13 ديسمبر 2022 | 22:00 | الأرجنتين  | 3–0         | كرواتيا    | نصف النهائي      | 88966. |
| 18 ديسمبر 2022 | 18:00 | الأرجنتين  | (4) 3-3 (2) | فرنسا      | النهائي          | 88,966 |

### كأس آسيا 2023
استضاف ملعب لوسيل المباراتين الافتتاحية والختامية لبطولة كأس آسيا 2023
| التاريخ        | الوقت | المنتخب #1 | النتيجة | المنتخب #2 | المرحلة         | الحضور |
| -------------- | ----- | ---------- | ------- | ---------- | --------------- | ------ |
| 12 يناير 2024  | 19:00 | قطر        | 3–0     | لبنان      | المجموعة الأولى | 82,490 |
| 10 فبراير 2024 | 18:00 | الأردن     | 1–3     | قطر        | النهائي         | 86,492 |